# Lugadžija
Llugaxhi en albanais et Lugadžija en serbe latin (en serbe cyrillique : Лугаџија) est une localité du Kosovo située dans la commune/municipalité de Lipjan/Lipljan, district de Pristina (Kosovo) ou district de Kosovo (Serbie). Selon le recensement kosovar de 2011, elle compte 1 157 habitants, tous albanais.
Le village est également connu sous le nom albanais de Llugagji.

## Démographie

### Évolution historique de la population dans la localité
| 1948 | 1953 | 1961 | 1971 | 1981 | 1991  | 2011  |
| ---- | ---- | ---- | ---- | ---- | ----- | ----- |
| 499  | 544  | 625  | 766  | 916  | 1 048 | 1 157 |

|  |